# If an Angel Came to See You, Would You Make Her Feel at Home?
| Recensione              | Giudizio |
| ----------------------- | -------- |
| AllMusic                |          |
| Dizionario del Pop-Rock |          |

If an Angel Came to See You, Would You Make Her Feel at Home? è un album del gruppo musicale statunitense Black Oak Arkansas, pubblicato dall'etichetta discografica Atco nel giugno 1972.
L'album è prodotto da Tom Dowd, mentre i brani sono interamente composti dagli stessi membri del gruppo.

## Tracce

### LP
Lato A
Testi e musiche di Black Oak Arkansas.
1. Gravel Roads – 3:10
2. Fertile Woman – 5:17
3. Spring Vacation – 3:00
4. We Help Each Other – 3:10
5. Full Moon Ride – 3:46

Lato B
Testi e musiche di Black Oak Arkansas.
1. Our Minds Eye – 4:12
2. To Make Us What We Are – 4:51
3. Our Eyes Eré on You – 3:44
4. Mutants of the Monster – 4:45

## Formazione
- Jim Dandy – voce solista, scrub board
- Rick "Ricochet" Reynolds – chitarra a dodici corde, chitarra ritmica, cori
- Patrick "Dirty" Daugherty – basso, cori
- Harvey "Burley" Jett – chitarra solista a sei corde, cori
- Stanley "Goober" Knight – chitarra solista a sei corde, chitarra pedal steel, pianoforte honky tonk
- Tommy Aldridge (alias "Dork Jackson") – batteria

Note aggiuntive
- Tom Dowd – produttore
- Registrazioni effettuate al "Criteria Studios", Miami, Florida
- Ron e Howie Albert – ingegneri delle registrazioni
- Les Weisbrich – art direction, illustrazioni e design copertina album
- Jack Kern – foto copertina album [4]

## Classifica
Album
| Anno | Classifica    | Posizione raggiunta |
| ---- | ------------- | ------------------- |
| 1972 | Billboard 200 | 93                  |